# Bothynotus pilosus
Bothynotus pilosus – gatunek pluskwiaka z podrzędu różnoskrzydłych, rodziny tasznikowatych (Miridae) i podrodziny Deraeocorinae. Jedyny polski przedstawiciel rodzaju Bothynotus, jak i całego plemienia Clivinematini.

## Budowa ciała
Owad ma ciało długości od 3,5 do 6 mm o kształcie wydłużonym, a u form krótkoskrzydłych bardziej owalnym. Ciało ubarwione jest ciemnobrązowo do czarnego. Głowa, przedplecze oraz tarczka są czarne i błyszczące, natomiast półpokrywy brązowe. Odnóża jasnobrązowe. 

## Biologia
Pluskwiak ten jest drapieżnikiem polującym na drobne owady. Ma jedno pokolenie rocznie, a zimują jaja.

## Występowanie
Występuje w Europie, w tym w Polsce. W Polsce jest jednak rzadki i wykazany został tylko z Niziny Południowowielkopolskiej, Puszczy Białowieskiej i Wyżyny Lubelskiej.